# Belgische wetgevende verkiezingen juni 1870
Op dinsdag 14 juni 1870 werden wetgevende verkiezingen gehouden in België. 61 van de 122 volksvertegenwoordigers werden herverkozen, namelijk die in de provincies Oost-Vlaanderen, Henegouwen, Luik en Limburg.
Deze reguliere verkiezingen gaf een gelijk aantal volksvertegenwoordigers voor de liberalen en katholieken. Voor de Senaat, die een liberale meerderheid had, waren geen verkiezingen voorzien. Minister Jules Vander Stichelen werd in Gent niet meer herkozen. De liberale regering-Frère-Orban I nam ontslag en de katholieke regering-D'Anethan werd op 2 juli 1870 gevormd. Beide Kamers werden ontbonden bij koninklijk besluit van 8 juli 1870 en er werden nieuwe verkiezingen uitgeschreven voor 2 augustus.

## Uitslagen
In het eeuwige strijdarrondissement Gent werden de zeven zittende liberalen verslagen door zes katholieken. Bij ballotage werd liberaal Charles de Kerchove de Denterghem herverkozen.
In veel andere arrondissementen zijn de zittende katholieken of zittende liberalen herverkozen zonder strijd.